# Farin Urlaub/Diskografie
Diese Diskografie ist eine Übersicht über die musikalischen Werke des deutschen Rockmusikers Farin Urlaub und den Veröffentlichungen mit seiner Band Farin Urlaub Racing Team sowie seiner Pseudonyme Fåirn Blurau, Jan und Kill Kill Gaskrieg. Den Schallplattenauszeichnungen zufolge hat er bisher mehr als 2,7 Millionen Tonträger verkauft. Seine erfolgreichste Veröffentlichung ist die Autorenbeteiligung Ein Schwein namens Männer (Die Ärzte) mit über 1,05 Millionen verkauften Einheiten. Die Single verkaufte sich alleine in Deutschland über eine Million Mal und zählt damit zu den meistverkauften Singles des Landes.
Allgemeiner Hinweis: Album-Veröffentlichungen als Farin Urlaub sind als FU und Veröffentlichungen als Farin Urlaub Racing Team als FURT gekennzeichnet.

## Alben

### Studioalben
| Jahr | Titel Musiklabel                                              | Höchstplatzierung, Gesamtwochen, AuszeichnungChartplatzierungen (Jahr, Titel, Musiklabel, Platzierungen, Wochen, Auszeichnungen, Anmerkungen) | Höchstplatzierung, Gesamtwochen, AuszeichnungChartplatzierungen (Jahr, Titel, Musiklabel, Platzierungen, Wochen, Auszeichnungen, Anmerkungen) | Höchstplatzierung, Gesamtwochen, AuszeichnungChartplatzierungen (Jahr, Titel, Musiklabel, Platzierungen, Wochen, Auszeichnungen, Anmerkungen) | Anmerkungen                                                |
| Jahr | Titel Musiklabel                                              | DE | AT | CH | Anmerkungen                                                |
| ---- | ------------------------------------------------------------- | --- | --- | --- | ---------------------------------------------------------- |
| 2001 | Endlich Urlaub! FU Völker hört die Tonträger (UMG)            | DE3 Gold · (33 Wo.)DE | AT28 (4 Wo.)AT | CH85 (2 Wo.)CH | Erstveröffentlichung: 22. Oktober 2001 Verkäufe: + 150.000 |
| 2005 | Am Ende der Sonne FU Völker hört die Tonträger (UMG)          | DE1 Gold · (24 Wo.)DE | AT2 (23 Wo.)AT | CH20 (9 Wo.)CH | Erstveröffentlichung: 5. April 2005 Verkäufe: + 100.000    |
| 2008 | Die Wahrheit übers Lügen FURT Völker hört die Tonträger (UMG) | DE2 Gold · (19 Wo.)DE | AT5 (12 Wo.)AT | CH12 (3 Wo.)CH | Erstveröffentlichung: 31. Oktober 2008 Verkäufe: + 100.000 |
| 2014 | Faszination Weltraum FURT Völker hört die Tonträger (UMG)     | DE1 Gold · (24 Wo.)DE | AT3 (6 Wo.)AT | CH6 (4 Wo.)CH | Erstveröffentlichung: 17. Oktober 2014 Verkäufe: + 100.000 |

### Livealben
| Jahr | Titel Musiklabel                                        | Höchstplatzierung, Gesamtwochen, AuszeichnungChartplatzierungen (Jahr, Titel, Musiklabel, Platzierungen, Wochen, Auszeichnungen, Anmerkungen) | Höchstplatzierung, Gesamtwochen, AuszeichnungChartplatzierungen (Jahr, Titel, Musiklabel, Platzierungen, Wochen, Auszeichnungen, Anmerkungen) | Höchstplatzierung, Gesamtwochen, AuszeichnungChartplatzierungen (Jahr, Titel, Musiklabel, Platzierungen, Wochen, Auszeichnungen, Anmerkungen) | Anmerkungen                                               |
| Jahr | Titel Musiklabel                                        | DE | AT | CH | Anmerkungen                                               |
| ---- | ------------------------------------------------------- | --- | --- | --- | --------------------------------------------------------- |
| 2006 | Livealbum of Death FURT Völker hört die Tonträger (UMG) | DE1 ×5Fünffachgold · (15 Wo.)DE | AT4 (12 Wo.)AT | CH31 (5 Wo.)CH | Erstveröffentlichung: 3. Februar 2006 Verkäufe: + 500.000 |
| 2015 | Danger! – Live FURT Völker hört die Tonträger (UMG)     | DE5 (4 Wo.)DE | AT35 (1 Wo.)AT | — | Erstveröffentlichung: 18. September 2015                  |

### Kompilationen
| Jahr | Titel Musiklabel                                   | Höchstplatzierung, Gesamtwochen, AuszeichnungChartplatzierungen (Jahr, Titel, Musiklabel, Platzierungen, Wochen, Auszeichnungen, Anmerkungen) | Höchstplatzierung, Gesamtwochen, AuszeichnungChartplatzierungen (Jahr, Titel, Musiklabel, Platzierungen, Wochen, Auszeichnungen, Anmerkungen) | Höchstplatzierung, Gesamtwochen, AuszeichnungChartplatzierungen (Jahr, Titel, Musiklabel, Platzierungen, Wochen, Auszeichnungen, Anmerkungen) | Anmerkungen                            |
| Jahr | Titel Musiklabel                                   | DE | AT | CH | Anmerkungen                            |
| ---- | -------------------------------------------------- | --- | --- | --- | -------------------------------------- |
| 2017 | Berliner Schule FU Völker hört die Tonträger (UMG) | DE5 (3 Wo.)DE | AT24 (1 Wo.)AT | CH29 (1 Wo.)CH | Erstveröffentlichung: 13. Oktober 2017 |

## Singles

### Als Leadmusiker
| Jahr | Titel Album                                       | Höchstplatzierung, Gesamtwochen, AuszeichnungChartplatzierungen (Jahr, Titel, Album, Platzierungen, Wochen, Auszeichnungen, Anmerkungen) | Höchstplatzierung, Gesamtwochen, AuszeichnungChartplatzierungen (Jahr, Titel, Album, Platzierungen, Wochen, Auszeichnungen, Anmerkungen) | Höchstplatzierung, Gesamtwochen, AuszeichnungChartplatzierungen (Jahr, Titel, Album, Platzierungen, Wochen, Auszeichnungen, Anmerkungen) | Anmerkungen                                       |
| Jahr | Titel Album                                       | DE | AT | CH | Anmerkungen                                       |
| ---- | ------------------------------------------------- | --- | --- | --- | ------------------------------------------------- |
| 1990 | Wir brauchen … Werner Werner – Beinhart! (O.S.T.) | — | — | — | Erstveröffentlichung: 1990 mit Bela               |
| 2001 | Glücklich Endlich Urlaub!                         | DE30 (8 Wo.)DE | AT61 (5 Wo.)AT | — | Erstveröffentlichung: 10. September 2001          |
| 2001 | Sumisu Endlich Urlaub!                            | DE60 (3 Wo.)DE | — | — | Erstveröffentlichung: 12. November 2001           |
| 2002 | OK Endlich Urlaub!                                | DE32 (9 Wo.)DE | — | — | Erstveröffentlichung: 4. Februar 2002             |
| 2002 | Phänomenal egal Endlich Urlaub!                   | DE44 (6 Wo.)DE | — | — | Erstveröffentlichung: 4. Februar 2002             |
| 2004 | Der ziemlich okaye Popsong –                      | — | — | — | Erstveröffentlichung: 24. Dezember 2004           |
| 2005 | Dusche Am Ende der Sonne                          | DE13 (8 Wo.)DE | AT28 (7 Wo.)AT | CH53 (7 Wo.)CH | Erstveröffentlichung: 6. März 2005                |
| 2005 | Porzellan Am Ende der Sonne                       | DE24 (9 Wo.)DE | AT46 (3 Wo.)AT | CH91 (2 Wo.)CH | Erstveröffentlichung: 5. Juni 2005                |
| 2005 | Sonne Am Ende der Sonne                           | DE27 (4 Wo.)DE | AT49 (4 Wo.)AT | — | Erstveröffentlichung: 5. September 2005           |
| 2006 | Zehn (Live) Livealbum of Death                    | DE14 (5 Wo.)DE | AT19 (8 Wo.)AT | CH82 (5 Wo.)CH | Erstveröffentlichung: 13. Januar 2006             |
| 2008 | Nichimgriff Die Wahrheit übers Lügen              | DE26 (4 Wo.)DE | AT29 (4 Wo.)AT | CH81 (1 Wo.)CH | Erstveröffentlichung: 17. Oktober 2008            |
| 2009 | Niemals Die Wahrheit übers Lügen                  | DE28 (5 Wo.)DE | AT56 (1 Wo.)AT | — | Erstveröffentlichung: 9. Januar 2009              |
| 2009 | Krieg Die Wahrheit übers Lügen                    | DE49 (4 Wo.)DE | — | — | Erstveröffentlichung: 1. Mai 2009                 |
| 2010 | Zu heiß Die Wahrheit übers Lügen                  | DE59 (3 Wo.)DE | — | — | Erstveröffentlichung: 11. Juni 2010               |
| 2014 | Herz? verloren Faszination Weltraum               | DE12 (6 Wo.)DE | AT49 (1 Wo.)AT | — | Erstveröffentlichung: 19. September 2014          |
| 2014 | AWG Faszination Weltraum                          | DE32 (1 Wo.)DE | — | — | Erstveröffentlichung: 21. November 2014           |
| 2015 | iDisco Faszination Weltraum                       | DE22 (2 Wo.)DE | — | — | Erstveröffentlichung: 24. April 2015              |
| 2020 | Alles ist gut –                                   | — | — | — | Erstveröffentlichung: 2. April 2020 Original: DAF |

### Als Gastmusiker
| Jahr | Titel Album                             | Anmerkungen                                                                |
| ---- | --------------------------------------- | -------------------------------------------------------------------------- |
| 2000 | Liebe macht blind 360°                  | Erstveröffentlichung: 23. Mai 2000 The Busters feat. Farin Urlaub          |
| 2014 | Du musst Dÿse werden Single Compilation | Erstveröffentlichung: 19. Dezember 2014 Dÿse feat. Farin Urlaub            |
| 2019 | Big Data Was mir passiert               | Erstveröffentlichung: 8. April 2019 Bonaparte feat. Farin Urlaub & Bela B. |

## Videoalben und Musikvideos

### Videoalben
| Jahr | Titel Musiklabel                                    | Höchstplatzierung, Gesamtwochen, AuszeichnungChartplatzierungen (Jahr, Titel, Musiklabel, Platzierungen, Wochen, Auszeichnungen, Anmerkungen) | Höchstplatzierung, Gesamtwochen, AuszeichnungChartplatzierungen (Jahr, Titel, Musiklabel, Platzierungen, Wochen, Auszeichnungen, Anmerkungen) | Höchstplatzierung, Gesamtwochen, AuszeichnungChartplatzierungen (Jahr, Titel, Musiklabel, Platzierungen, Wochen, Auszeichnungen, Anmerkungen) | Anmerkungen                                                |
| Jahr | Titel Musiklabel                                    | DE | AT | CH | Anmerkungen                                                |
| ---- | --------------------------------------------------- | --- | --- | --- | ---------------------------------------------------------- |
| 2015 | Danger! – Live FURT Völker hört die Tonträger (UMG) | DE*DE | AT2 (1 Wo.)AT | — | Erstveröffentlichung: 18. September 2015 * siehe Livealbum |

### Musikvideos
| Jahr | Titel             | Regisseur(e)    |
| ---- | ----------------- | --------------- |
| 2000 | Liebe macht blind | Jirko Krah      |
| 2001 | Glücklich         | Olaf Heine      |
| 2001 | Sumisu            | Norbert Heitker |
| 2002 | OK                | Olaf Heine      |
| 2002 | Phänomenal egal   | Bernard Wedig   |
| 2005 | Dusche            | Norbert Heitker |
| 2005 | Porzellan         | Norbert Heitker |
| 2005 | Sonne             | Norbert Heitker |
| 2006 | Zehn (Live)       | Nilo Neuenhofen |
| 2007 | Augenblick        |                 |
| 2008 | Nichimgriff       | Norbert Heitker |
| 2009 | Niemals           | Norbert Heitker |
| 2009 | Krieg             | Norbert Heitker |
| 2010 | Zu heiß           | Ravel Rowghani  |
| 2014 | Herz? verloren    | Norbert Heitker |
| 2014 | AWG               | Norbert Heitker |
| 2014 | Keine Angst       |                 |
| 2015 | iDisco            | Norbert Heitker |

## Autorenbeteiligungen und Produktionen
Farin Urlaub als Autor (A) und Produzent (P) in den Charts

Frontcover zu Wie es geht.

| Jahr | Titel Interpretation                                       | Höchstplatzierung, Gesamtwochen, AuszeichnungChartplatzierungen (Jahr, Titel, Interpretation, Platzierungen, Wochen, Auszeichnungen, Anmerkungen) | Höchstplatzierung, Gesamtwochen, AuszeichnungChartplatzierungen (Jahr, Titel, Interpretation, Platzierungen, Wochen, Auszeichnungen, Anmerkungen) | Höchstplatzierung, Gesamtwochen, AuszeichnungChartplatzierungen (Jahr, Titel, Interpretation, Platzierungen, Wochen, Auszeichnungen, Anmerkungen) | Anmerkungen                                                                      |
| Jahr | Titel Interpretation                                       | DE | AT | CH | Anmerkungen                                                                      |
| ---- | ---------------------------------------------------------- | --- | --- | --- | -------------------------------------------------------------------------------- |
| 1985 | Zu spät A, P Die Ärzte                                     | DE25 a (10 Wo.)DE | — | — | Erstveröffentlichung: 1985 Neuauflage: 1988 (Liveversion)                        |
| 1987 | Gehn wie ein Ägypter A Die Ärzte                           | DE44 (5 Wo.)DE | — | — | Erstveröffentlichung: 14. Mai 1987 Original: The Bangles – Walk Like an Egyptian |
| 1988 | Radio brennt A, P Die Ärzte                                | DE50 (6 Wo.)DE | — | — | Erstveröffentlichung: 8. Januar 1988                                             |
| 1988 | Westerland A, P Die Ärzte                                  | DE34 (9 Wo.)DE | — | — | Erstveröffentlichung: 8. April 1988                                              |
| 1989 | Bitte bitte A, P Die Ärzte                                 | DE18 (15 Wo.)DE | — | — | Erstveröffentlichung: 28. April 1989                                             |
| 1993 | Quark A, P Die Ärzte                                       | DE37 (5 Wo.)DE | — | — | Erstveröffentlichung: 19. August 1993                                            |
| 1993 | Schrei nach Liebe A, P Die Ärzte                           | DE1 b Gold · (37 Wo.)DE | AT1 b (24 Wo.)AT | CH6 c (1 Wo.)CH | Erstveröffentlichung: 10. September 1993 Verkäufe: + 250.000                     |
| 1993 | Mach die Augen zu A, P Die Ärzte                           | DE31 (16 Wo.)DE | AT15 (11 Wo.)AT | — | Erstveröffentlichung: 15. November 1993                                          |
| 1994 | Friedenspanzer P Die Ärzte                                 | DE32 (9 Wo.)DE | — | — | Erstveröffentlichung: 18. März 1994                                              |
| 1995 | Ein Song namens Schunder A, P Die Ärzte                    | DE4 Gold · (20 Wo.)DE | AT18 (12 Wo.)AT | CH11 (14 Wo.)CH | Erstveröffentlichung: 21. August 1995 Verkäufe: + 250.000                        |
| 1995 | Hurra A, P Die Ärzte                                       | DE25 (15 Wo.)DE | — | CH49 (2 Wo.)CH | Erstveröffentlichung: 20. November 1995                                          |
| 1996 | 3–Tage–Bart A, P Die Ärzte                                 | DE30 (14 Wo.)DE | — | CH24 (6 Wo.)CH | Erstveröffentlichung: 24. Mai 1996                                               |
| 1996 | Mein Baby war beim Frisör A, P Die Ärzte                   | DE43 (7 Wo.)DE | — | — | Erstveröffentlichung: 30. August 1996                                            |
| 1998 | Ein Schwein namens Männer A, P Die Ärzte                   | DE1 ×2Doppelplatin · (25 Wo.)DE | AT1 Gold · (18 Wo.)AT | CH1 Gold · (23 Wo.)CH | Erstveröffentlichung: 3. April 1998 Verkäufe: + 1.050.000                        |
| 1998 | Goldenes Handwerk P Die Ärzte                              | DE36 (4 Wo.)DE | — | — | Erstveröffentlichung: 28. August 1998                                            |
| 1998 | ½ Lovesong P Die Ärzte                                     | DE28 (8 Wo.)DE | — | — | Erstveröffentlichung: 6. November 1998                                           |
| 1999 | Rebell A, P Die Ärzte                                      | DE42 (7 Wo.)DE | — | — | Erstveröffentlichung: 4. Juni 1999                                               |
| 1999 | Die Schönen und das Biest – Elke (Live) A, P Die Ärzte     | DE28 (3 Wo.)DE | — | — | Erstveröffentlichung: 8. November 1999                                           |
| 2000 | Wie es geht A, P Die Ärzte                                 | DE5 (12 Wo.)DE | AT12 (10 Wo.)AT | CH36 (9 Wo.)CH | Erstveröffentlichung: 21. August 2000                                            |
| 2000 | Manchmal haben Frauen … P Die Ärzte                        | DE4 Gold · (15 Wo.)DE | AT62 (2 Wo.)AT | CH94 (1 Wo.)CH | Erstveröffentlichung: 10. November 2000 Verkäufe: + 250.000                      |
| 2001 | Yoko Ono A, P Die Ärzte                                    | DE46 (4 Wo.)DE | AT65 (2 Wo.)AT | — | Erstveröffentlichung: 5. März 2001                                               |
| 2001 | Rock ’n’ Roll–Übermensch P Die Ärzte                       | DE50 (5 Wo.)DE | — | — | Erstveröffentlichung: 7. Mai 2001                                                |
| 2001 | Glücklich A, P Farin Urlaub                                | DE30 (8 Wo.)DE | AT61 (5 Wo.)AT | — | Erstveröffentlichung: 10. September 2001                                         |
| 2001 | Sumisu A, P Farin Urlaub                                   | DE60 (3 Wo.)DE | — | — | Erstveröffentlichung: 12. November 2001                                          |
| 2002 | OK A, P Farin Urlaub                                       | DE32 (9 Wo.)DE | — | — | Erstveröffentlichung: 4. Februar 2002                                            |
| 2002 | Phänomenal egal A, P Farin Urlaub                          | DE44 (6 Wo.)DE | — | — | Erstveröffentlichung: 4. Februar 2002                                            |
| 2002 | Komm zurück / Die Banane (Unplugged) A, P Die Ärzte        | DE34 (9 Wo.)DE | — | — | Erstveröffentlichung: 25. November 2002                                          |
| 2003 | Unrockbar A, P Die Ärzte                                   | DE1 (9 Wo.)DE | AT9 (11 Wo.)AT | CH27 (5 Wo.)CH | Erstveröffentlichung: 15. September 2003                                         |
| 2003 | Dinge von denen P Die Ärzte                                | DE14 (9 Wo.)DE | AT33 (7 Wo.)AT | CH68 (4 Wo.)CH | Erstveröffentlichung: 24. November 2003                                          |
| 2004 | Nichts in der Welt A, P Die Ärzte                          | DE13 (9 Wo.)DE | AT29 (7 Wo.)AT | CH68 (3 Wo.)CH | Erstveröffentlichung: 13. April 2004                                             |
| 2004 | Deine Schuld A, P Die Ärzte                                | DE15 (8 Wo.)DE | AT34 (12 Wo.)AT | CH62 (3 Wo.)CH | Erstveröffentlichung: 12. Juli 2004                                              |
| 2004 | Schrei nach Liebe A Scala & Kolacny Brothers               | DE52 (9 Wo.)DE | — | — | Erstveröffentlichung: 27. September 2004 Original: Die Ärzte                     |
| 2004 | Die klügsten Männer der Welt P Die Ärzte                   | DE23 (9 Wo.)DE | AT33 (10 Wo.)AT | CH50 (2 Wo.)CH | Erstveröffentlichung: 22. November 2004                                          |
| 2005 | Dusche A, P Farin Urlaub                                   | DE13 (8 Wo.)DE | AT28 (7 Wo.)AT | CH53 (7 Wo.)CH | Erstveröffentlichung: 6. März 2005                                               |
| 2005 | Porzellan A, P Farin Urlaub                                | DE24 (9 Wo.)DE | AT46 (3 Wo.)AT | CH91 (2 Wo.)CH | Erstveröffentlichung: 5. Juni 2005                                               |
| 2005 | Sonne A, P Farin Urlaub                                    | DE27 (4 Wo.)DE | AT49 (4 Wo.)AT | — | Erstveröffentlichung: 5. September 2005                                          |
| 2006 | Zehn (Live) A Farin Urlaub Racing Team                     | DE14 (5 Wo.)DE | AT19 (8 Wo.)AT | CH82 (5 Wo.)CH | Erstveröffentlichung: 13. Januar 2006                                            |
| 2007 | Junge A, P Die Ärzte                                       | DE1 (20 Wo.)DE | AT7 (13 Wo.)AT | CH23 (6 Wo.)CH | Erstveröffentlichung: 5. Oktober 2007                                            |
| 2008 | Lied vom Scheitern P Die Ärzte                             | DE7 (9 Wo.)DE | AT23 (6 Wo.)AT | — | Erstveröffentlichung: 18. Januar 2008                                            |
| 2008 | Lasse redn A, P Die Ärzte                                  | DE6 (38 Wo.)DE | AT3 (31 Wo.)AT | CH79 (1 Wo.)CH | Erstveröffentlichung: 11. April 2008                                             |
| 2008 | Nichimgriff A, P Farin Urlaub Racing Team                  | DE26 (4 Wo.)DE | AT29 (4 Wo.)AT | CH81 (1 Wo.)CH | Erstveröffentlichung: 17. Oktober 2008                                           |
| 2009 | Niemals A, P Farin Urlaub Racing Team                      | DE28 (5 Wo.)DE | AT56 (1 Wo.)AT | — | Erstveröffentlichung: 9. Januar 2009                                             |
| 2009 | Krieg A, P Farin Urlaub Racing Team                        | DE49 (4 Wo.)DE | — | — | Erstveröffentlichung: 1. Mai 2009                                                |
| 2009 | HimmelblauPerfektBreit A, P Die Ärzte                      | DE26 (9 Wo.)DE | — | — | Erstveröffentlichung: 4. Dezember 2009                                           |
| 2010 | Zu heiß A, P Farin Urlaub Racing Team                      | DE59 (3 Wo.)DE | — | — | Erstveröffentlichung: 11. Juni 2010                                              |
| 2012 | zeiDverschwÄndung P Die Ärzte                              | DE3 (9 Wo.)DE | AT20 (3 Wo.)AT | CH63 (1 Wo.)CH | Erstveröffentlichung: 2. März 2012                                               |
| 2012 | M&F A, P Die Ärzte                                         | DE13 (24 Wo.)DE | AT18 (12 Wo.)AT | — | Erstveröffentlichung: 18. Mai 2012                                               |
| 2012 | Ist das noch Punkrock? A, P Die Ärzte                      | DE18 (3 Wo.)DE | — | — | Erstveröffentlichung: 26. Oktober 2012                                           |
| 2013 | Junge A Heino                                              | DE27 (6 Wo.)DE | AT57 (1 Wo.)AT | — | Erstveröffentlichung: 25. Januar 2013 Original: Die Ärzte                        |
| 2013 | Waldspaziergang mit Folgen / Sohn der Leere A, P Die Ärzte | DE17 (2 Wo.)DE | AT61 (1 Wo.)AT | — | Erstveröffentlichung: 15. März 2013                                              |
| 2014 | Herz? verloren A Farin Urlaub Racing Team                  | DE12 (6 Wo.)DE | AT49 (1 Wo.)AT | — | Erstveröffentlichung: 19. September 2014                                         |
| 2014 | AWG A Farin Urlaub Racing Team                             | DE32 (1 Wo.)DE | — | — | Erstveröffentlichung: 21. November 2014                                          |
| 2015 | iDisco A Farin Urlaub Racing Team                          | DE22 (2 Wo.)DE | — | — | Erstveröffentlichung: 24. April 2015                                             |
| 2020 | Morgens pauken P Die Ärzte                                 | DE3 (2 Wo.)DE | — | CH86 (1 Wo.)CH | Erstveröffentlichung: 21. August 2020                                            |
| 2020 | True Romance A, P Die Ärzte                                | DE1 (2 Wo.)DE | — | — | Erstveröffentlichung: 9. Oktober 2020                                            |
| 2021 | Achtung: Bielefeld P Die Ärzte                             | DE5 (1 Wo.)DE | — | — | Erstveröffentlichung: 5. Februar 2021                                            |
| 2021 | Ich, am Strand A, P Die Ärzte                              | DE4 (1 Wo.)DE | — | — | Erstveröffentlichung: 14. Mai 2021                                               |

## Sonderveröffentlichungen
| Jahr | Titel Soundtrack zu                                          | Anmerkungen |
| ---- | ------------------------------------------------------------ | --- |
| 1989 | Requiem für Nossek Wir warten auf die Lindenstraße (Sampler) | Erstveröffentlichung: 1989 The Incredible Hagen feat. Jan Vetter & Bela B.                                                                     |
| 1995 | Donna Clara Pleasure + Pain                                  | Erstveröffentlichung: 16. Februar 1995 The Bates feat. Kill Kill Gaskrieg & Bela B.; Original: Jerzy Petersburski                              |
| 1995 | Meer Hunger                                                  | Erstveröffentlichung: 1995 Fleischmann feat. Kill Kill Gaskrieg                                                                                |
| 1995 | Monster Hunger                                               | Erstveröffentlichung: 1995 Fleischmann feat. Kill Kill Gaskrieg                                                                                |
| 1995 | Ohne Traurigkeit Hunger                                      | Erstveröffentlichung: 1995 Fleischmann feat. Kill Kill Gaskrieg                                                                                |
| 2001 | Liebe macht blind 360°                                       | Erstveröffentlichung: 10. Dezember 2001 The Busters feat. Farin Urlaub                                                                         |
| 2001 | Like This 360°                                               | Erstveröffentlichung: 10. Dezember 2001 The Busters feat. Farin Urlaub                                                                         |
| 2002 | Hey Du Wohnzimmer-EP                                         | Erstveröffentlichung: 21. Dezember 2002 Beatsteaks feat. Kill Kill Gaskrieg; Original: Ilona Schulz – Marias Lied                              |
| 2005 | Das beige Album Bettmensch                                   | Erstveröffentlichung: 27. Juni 2005 Olli Schulz und der Hund Marie feat. Kill Kill Gaskrieg                                                    |
| 2016 | Du musst Dÿse werden Single Compilation                      | Erstveröffentlichung: 19. Februar 2016 Dÿse feat. Farin Urlaub                                                                                 |
| 2017 | Band mit dem K Keine Nacht für Niemand                       | Erstveröffentlichung: 2. Juni 2017 Kraftklub feat. Kill Kill Gaskrieg                                                                          |
| 2017 | Fenster Keine Nacht für Niemand                              | Erstveröffentlichung: 2. Juni 2017 Kraftklub feat. Kill Kill Gaskrieg                                                                          |
| 2017 | Abbadu Yours                                                 | Erstveröffentlichung: 1. September 2017 Beatsteaks feat. Farin Urlaub                                                                          |
| 2019 | Big Data Was mir passiert                                    | Erstveröffentlichung: 14. Juni 2019 Bonaparte feat. Farin Urlaub & Bela B.                                                                     |
| 2019 | 15 Jahre für die Punchline Hier und heute nicht              | Erstveröffentlichung: 16. August 2019 Montreal feat. Costa Cannabis, Farin Urlaub, Ingo Donot, Pensen Paletti, Sibbi Hafner & Sebastian Madsen |

| Jahr | Titel Soundtrack zu                                | Anmerkungen                                                                |
| ---- | -------------------------------------------------- | -------------------------------------------------------------------------- |
| 1989 | Requiem für Nossek Wir warten auf die Lindenstraße | Erstveröffentlichung: 1989 The Incredible Hagen feat. Jan Vetter & Bela B. |

| Jahr | Titel Soundtrack zu                      | Anmerkungen                                              |
| ---- | ---------------------------------------- | -------------------------------------------------------- |
| 1990 | Wir brauchen … Werner Werner – Beinhart! | Erstveröffentlichung: 27. November 1990 als Jan mit Bela |

## Promoveröffentlichungen (kostenlose Inhalte)
| Jahr | Titel Musiklabel                                                        | Anmerkungen                                             |
| ---- | ----------------------------------------------------------------------- | ------------------------------------------------------- |
| 2006 | Krümels unglaubliche Abenteuer – Soundtrack FU Froh und reich Tonträger | Erstveröffentlichung: 27. Oktober 2006 als Fåirn Blurau |

| Jahr | Titel Album           | Anmerkungen                                                 |
| ---- | --------------------- | ----------------------------------------------------------- |
| 2001 | Buch zum Lesen –      | Erstveröffentlichung: 2001 B-Seite von Sumisu               |
| 2001 | Der Papst –           | Erstveröffentlichung: 2001 B-Seite von Glücklich            |
| 2001 | Stein des Anstoßes –  | Erstveröffentlichung: 2001 B-Seite von Sumisu               |
| 2001 | Wo ist das Problem? – | Erstveröffentlichung: 2001 B-Seite von Glücklich            |
| 2002 | Jeden Tag kuscheln –  | Erstveröffentlichung: 2002 B-Seite von Phänomenal egal      |
| 2002 | Petze –               | Erstveröffentlichung: 2002 B-Seite von OK                   |
| 2002 | Pudelsong –           | Erstveröffentlichung: 2002 B-Seite von Phänomenal egal      |
| 2002 | Saudade –             | Erstveröffentlichung: 2002 B-Seite von OK                   |
| 2006 | Der Frauenflüsterer – | Erstveröffentlichung: 24. Dezember 2006 B-Seite von Zu heiß |

| Jahr | Titel Musiklabel                                                 | Anmerkungen                        |
| ---- | ---------------------------------------------------------------- | ---------------------------------- |
| 2010 | Lass es wie einen Unfall aussehen FURT Völker hört die Tonträger | Erstveröffentlichung: 15. Mai 2010 |

## Hörbücher
| Jahr | Titel Musiklabel                                    | Anmerkungen                                                |
| ---- | --------------------------------------------------- | ---------------------------------------------------------- |
| 2009 | Wo die wilden Maden graben FU Patmos Audio (Ventil) | Erstveröffentlichung: 15. März 2009 mit Nagel & Axel Prahl |

## Statistik

### Chartauswertung
Albumcharts
|                     | DE    | AT    | CH    |
| ------------------- | ----- | ----- | ----- |
| Nummer-eins-Alben   | DE3DE | AT—AT | CH—CH |
| Top-10-Alben        | DE7DE | AT4AT | CH1CH |
| Alben in den Charts | DE7DE | AT7AT | CH6CH |

|                       | DE     | AT    | CH    |
| --------------------- | ------ | ----- | ----- |
| Nummer-eins-Singles   | DE—DE  | AT—AT | CH—CH |
| Top-10-Singles        | DE—DE  | AT—AT | CH—CH |
| Singles in den Charts | DE15DE | AT8AT | CH4CH |

|                       | DE     | AT     | CH     |
| --------------------- | ------ | ------ | ------ |
| Nummer-eins-Singles   | DE5DE  | AT2AT  | CH1CH  |
| Top-10-Singles        | DE9DE  | AT5AT  | CH2CH  |
| Singles in den Charts | DE46DE | AT22AT | CH15CH |

|                       | DE     | AT     | CH     |
| --------------------- | ------ | ------ | ------ |
| Nummer-eins-Singles   | DE5DE  | AT2AT  | CH1CH  |
| Top-10-Singles        | DE14DE | AT5AT  | CH2CH  |
| Singles in den Charts | DE50DE | AT24AT | CH19CH |

Musik-DVD-Charts
|                          | DE    | AT    | CH    |
| ------------------------ | ----- | ----- | ----- |
| Nummer-eins-Videoalben   | DE—DE | AT—AT | CH—CH |
| Top-10-Videoalben        | DE—DE | AT1AT | CH—CH |
| Videoalben in den Charts | DE—DE | AT1AT | CH—CH |

### Auszeichnungen für Musikverkäufe
Anmerkung: Auszeichnungen in Ländern aus den Charttabellen bzw. Chartboxen sind in ebendiesen zu finden.
| Land/RegionAuszeichnungen für Musikverkäufe (Land/Region, Auszeichnungen, Verkäufe, Quellen) | Gold       | Platin     | Verkäufe  | Quellen           |
| -------------------------------------------------------------------------------------------- | ---------- | ---------- | --------- | ----------------- |
| Deutschland (BVMI)                                                                           | 8× Gold8   | 4× Platin4 | 2.700.000 | musikindustrie.de |
| Österreich (IFPI)                                                                            | Gold1      | —          | 25.000    | ifpi.at           |
| Schweiz (IFPI)                                                                               | Gold1      | —          | 25.000    | hitparade.ch      |
| Insgesamt                                                                                    | 10× Gold10 | 4× Platin4 |           |                   |